# Matka Tereza
Svatá Matka Tereza (rodným jménem Agnesë Gonxhe Bojaxhiu [gondže bojadžiu]; 26. srpna 1910 – 5. září 1997) byla humanitární pracovnice a řeholnice albánského původu, která působila v Indii. Po smrti kanonizována katolickou církví. Byla zakladatelkou a první představenou řádu Misionářek lásky. Za své humanitární dílo získala řadu ocenění: Templetonovu cenu (1973) (první nositelka vůbec), Nobelovu cenu míru (1979), britský Řád Za zásluhy (1983) a nejvyšší indické civilní vyznamenání Bharat Ratna (1980). Blahoslavenou byla prohlášena roku 2003 a svatořečena byla 4. září 2016.

## Mládí
Narodila se 26. srpna roku 1910 v albánské rodině jako nejmladší dcera úspěšného obchodníka a farmaceuta Nikola Bojaxhiu a Drane Bojaxhiu (Barnaj rodné příjmení) ve městě Shkupi (dnešní Skopje). Rodiště tehdy náleželo Osmanské říši, pak Srbsku, Jugoslávii, dnes Severní Makedonii. Pokřtěna byla jménem Agnese, ale doma jí říkali Gonxha (poupátko). Otec jí zemřel, když jí bylo osm let. Již ve svých dvanácti letech se rozhodla pro řeholní život. Balkánské války i první světová válka změnily politickou mapu světa a Skopje připadlo Srbsku, po roce 1918 nově vzniklému Království SHS, od r. 1929 Království Jugoslávie (dnes v Severní Makedonii). Tyto události rozptýlily rodinu Bojaxhiuových po světě. Agnese odešla do Irska a v roce 1928 vstoupila do kongregace Loretánských sester. Toto řeholní společenství bylo aktivní hlavně v Indii, což Agnesu přitahovalo.
Po krátké přípravě v Dublinu v roce 1929 Agnese odjela do Indie. V Dárdžilingu složila slib novicky a přijala jméno Tereza. Na misionářské dívčí škole vyučovala zeměpis. Pro nadání a organizační schopnosti bylo Tereze svěřeno vedení Vyšší misijní školy St. Mary’s High School v Kalkatě.

## Založení řádu
V roce 1946 sestra Tereza po dohodě s představenými opustila loretánský klášter a začala se věnovat nejchudším a umírajícím. V roce 1949 ji obklopil dostatek spolupracovnic, aby mohla založit kalkatskou kongregaci Misionářek milosrdenství (Misionářky lásky, kongregace Milosrdenství).
Svatý stolec 7. října 1950 uznal nové řeholní společenství řídící se františkánskými principy.
Tereza zakládala útulky pro umírající, sirotky a opuštěné děti. Budovala nemocnice a školy. Během několika roků vyvinula obrovské úsilí a podařilo se jí položit základy velkému humanitárnímu dílu.
Na sklonku života absolvovala řadu cest po světě a využívala své popularity a možností setkávat se s významnými osobnostmi k podpoře sociálních aktivit své kongregace a šíření křesťanských myšlenek. Odmítavý postoj k potratům se stal podstatnou částí řeči u příležitosti udělení Nobelovy ceny míru. Potraty označila za „největšího ničitele míru současnosti“ a prohlásila: „Může-li matka zabít své dítě, co brání mně zabít vás a vám zabít mě?“
Matka Tereza, jak se jí začalo říkat, navštívila ve světě mnoho míst lidského utrpení: osadu s přesídlenci po černobylské havárii, v obleženém Bejrútu vyhledávala děti ohrožené válkou – v rozvalinách města jich našla na šedesát zmrzačených a nemocných a všechny se jí podařilo evakuovat do bezpečí.[zdroj?]
Na otázku, zda šedesát dětí není málo, Matka Tereza odpověděla: Mě nezajímá dav. Kdybych viděla davy ubožáků, nikdy bych nemohla svoji práci začít. Zajímá mě jen můj bližní, jednotlivec, tomu mohu pomoci, a tak pomáhám…[zdroj?]

## Ohlas
V roce 1985 při oslavách čtyřicátého výročí založení OSN měl premiéru dokumentární film s prostým názvem Matka Tereza. Autorky filmu, známé americké dokumentaristky Ann a Janette Petrioovy (slovem dokument doprovází David Attenborough), zachytily práci sester Matky Terezy na nejzbídačenějších místech naší planety: Etiopii vysílenou hladomorem, Guatemalu po ničivém zemětřesení, otřesné brlohy na okrajích zářivých velkoměst.
U albánské Tirany se po Matce Tereze jmenuje mezinárodní letiště (ležící v nedaleké obci Rinas).

## Kritika
V roce 1996 byl natočen film s provokativním názvem Matka Tereza: Anděl pekla, v němž byla řeholnice obviněna ze solidarity s diktátorskými režimy. Umožnila jim, aby se za příspěvky na její útulky hřály v její popularitě. Po filmu následovala knižní verze Christophera Hitchense "The Missionary Position: Mother Teresa In Theory And Practice", v níž autor kritizoval nedostatečnou lékařskou péči o nemocné a umírající v domech kongregace milosrdenství, údajné snahy Matky Terezy získávat své pacienty pro křesťanskou víru, její odmítání potratů a antikoncepce a již zmíněné styky s diktátorskými režimy.
Mnoha lidem vadilo její odmítání potratů a antikoncepce. Kritikové ji označovali za fanatickou antifeministku, mimo jiné kvůli výroku z roku 1988, že by nikdy nesvěřila dítě k adopci matce užívající antikoncepci, protože „je to důkaz její neschopnosti milovat“.
V neposlední řadě je v knize poukázáno na její údajné pokrytectví: zatímco prý svým pacientům odbornou lékařskou péči nedopřávala, jen jim ulehčovala umírání s poukazem na milost boží (kniha dokumentuje případy, kdy objektivně léčitelní pacienti nebyli odesílání do nemocnic k léčbě, ale byli ponecháni zemřít), sama se léčila na drahých klinikách západního světa.
Zřejmě největší kontroverzi okolo Matky Terezy rozpoutala v roce 1991 skupina kanadských lékařů, která v nemocnici Misionářek milosrdenství odhalila otřesné hygienické podmínky, nedostatek jídla a mizivé množství utišujících prostředků. Důvodem byl specifický pohled Matky Terezy na utrpení a smrt. „Je krásné vidět chudé a nemocné, jak trpně přijímají svůj úděl a trpí jako Kristus o pašijích. Svět je jejich utrpením bohatší,“ řekla matka Tereza při rozhovoru britskému novináři Christopheru Hitchensovi. Hitchens také upozornil na praxi křtu bezmocných umírajících, který řádové sestry na její pokyn běžně praktikovaly, ačkoli podle církevních řádů je ke křtu třeba informovaného souhlasu křtěnce.
Po smrti Matky Terezy vyšly knižně její deníky, z nichž vyplynulo, že nedlouho po povolání do služby ztratila jistotu víry a Kristu sloužila dlouhá desetiletí navzdory hlubokým pochybnostem.

## Matka Tereza a Československo
Matka Tereza navštívila socialistické Československo v roce 1984 na pozvání kardinála Františka Tomáška. Tehdy navštívila Prahu a Brno. V roce 1990 přijala pozvání prezidenta Václava Havla. Téhož roku získala v Praze 6 v ulici Na Zátorce jednopatrovou vilu pro zřízení útulku své kongregace. Poslední návštěva tehdy už federativního Československa se uskutečnila v roce 1992, když její sestry založily útulek v Bratislavě-Rači.

## Závěr života
Při návštěvě papeže Jana Pavla II. v Římě v roce 1983 dostala srdeční infarkt. Po druhém infarktu v roce 1989 jí byl voperován kardiostimulátor. V roce 1991 při návštěvě Mexika dostala zápal plic, který zhoršil její srdeční potíže. Navrhla svou rezignaci, která ovšem nebyla řádem přijata.
V roce 1996 si zlomila klíční kost a záchvat malárie zhoršil její srdeční potíže. Arcibiskup z Kalkaty, Henry Sebastina D'Souza, z ní nechal vyhnat ďábla, k tomu navíc v prestižní nemocnici v Kalifornii (USA) podstoupila operaci srdce.
13. března 1997 Matka Tereza, těžce nemocná a unavená stářím, předala vedení řádu své zástupkyni. Po dvouměsíční poradě nakonec sestry generální kapituly řádu zvolily za novou představenou řádu třiapadesátiletou sestru Nirmalu, konvertitku z hinduismu.

## Blahořečení
Matka Tereza zemřela 5. září 1997. V Indii byl vyhlášen státní smutek. Tělo zesnulé bylo vystaveno v kalkatském kostele sv. Tomáše – rozloučit se přišly statisíce lidí. V době její smrti měl její řád přes 4 000 sester v 610 misiích (123 zemí).
V sobotu 13. září byla Matka Tereza pohřbena – osm indických vojáků vyneslo z chrámu její tělo zabalené do státní vlajky a položilo na dělovou lafetu, na které před padesáti lety spočívalo tělo mrtvého Mahátmy Gándhího. Pohřebního obřadu se účastnilo na dvacet tisíc hostů.
26. července 1999 – V Kalkatě se na základě zvláštní dispenze Jana Pavla II. zahájil proces blahořečení Matky Terezy.
15. srpna 2001 – Diecézní proces byl uzavřen a materiály odeslány do Říma k přezkoumání.
20. prosince 2002 – papež sv. Jan Pavel II. vydal dva dekrety, v nichž se oficiálně uznávají heroické ctnosti Matky Terezy a také zázrak, na jehož základě může být Matka Tereza prohlášena za blahoslavenou. Jednalo se o nevysvětlitelně náhlé uzdravení mladé indické ženy, vyznavačky animistického náboženství.
19. října 2003 v průběhu Světového misijního dne byla Matka Tereza slavnostně prohlášena za blahoslavenou.

## Svatořečení
Dne 17. prosince 2015 uznal papež František druhý zázrak na její přímluvu. Jednalo se o zázrak, který proběhl před 7 lety, šlo o uzdravení pacienta, který trpěl zánětem mozku virového původu v brazilském Santosu. Dne 15. února 2016 podepsal papež František dekret k jejímu svatořečení. Dne 4. září 2016 byla ve Vatikánu prohlášena za svatou.